# Eilema bilati
Eilema bilati är en fjärilsart som beskrevs av Abel Dufrane 1945. Eilema bilati ingår i släktet Eilema och familjen björnspinnare. Inga underarter finns listade i Catalogue of Life.